# Remuna
Remuna är en ort i Indien.   Den ligger i distriktet Bāleshwar och delstaten Odisha, i den östra delen av landet, 1 300 km sydost om huvudstaden New Delhi. Remuna ligger 25 meter över havet och antalet invånare är 30 319.
Terrängen runt Remuna är platt. Runt Remuna är det tätbefolkat, med 636 invånare per kvadratkilometer. Närmaste större samhälle är Balasore, 7,5 km sydost om Remuna. Trakten runt Remuna består till största delen av jordbruksmark.